# Scilla (gen)
Scilla este un gen de plante monocotiledonate cu bulbi din familia Asparagaceae.

## Taxonomie
Scilla a fost cel mai recent clasificate ca aparținând familiei Asparagaceae, subfamilia Scilloideae. Subfamilia a fost anterior tratată ca o familie separată, Hyacinthaceae. Acesta aparține familiei liliaceae în conformitate cu standardul de clasificare. Filogenetic, clasificarea îl plasează în familia Hyacinthaceae sau în Asparagaceae. Studii recente folosind secvențierea ADN a arătat că speciile clasificate în genul Scilla "au o filogenie diferită". Franz Speta, în Pomul vieții, și-a propus să împartă genul Scilla "în  Scilla sensu stricto și 16 noi genuri.". Aceste studii, de asemenea, arată că genul Chionodoxa ar trebui să fie inclus în genul Scilla sensu stricto. Această clasificare nouă nu este încă universal acceptată.

## Specii
În prezent, se cunosc 81 de specii.
| - Scilla achtenii - Scilla africana - Scilla albanica - Scilla amoena - Scilla andria - Scilla antunesii - Scilla arenaria - Scilla begoniifolia - Scilla benguellensis - Scilla berthelotii - Scilla bifolia - Scilla bithynica - Scilla bussei - Scilla chlorantha - Scilla ciliata - Scilla cilicica - Scilla congesta - Scilla cretica - Scilla cydonia - Scilla dimartinoi - Scilla dualaensis - Scilla engleri - Scilla flaccidula - Scilla forbesii - Scilla gabunensis - Scilla gracillima - Scilla haemorrhoidalis - Scilla hildebrandtii - Scilla huanica - Scilla hyacinthoides - Scilla ingridiae | - Scilla jaegeri - Scilla katendensis - Scilla kladnii - Scilla kurdistanica - Scilla lakusicii - Scilla latifolia - Scilla laxiflora - Scilla ledienii - Scilla leepii - Scilla libanotica - Scilla lilio-hyacinthus - Scilla litardierei (sinonim cu Chouardia litardierei, Scilla amethystina, Scilla pratensis, Scilla albanica, Scilla italica) - Scilla lochiae - Scilla luciliae - Scilla lucis - Scilla madeirensis - Scilla melaina - Scilla merinoi - Scilla mesopotamica - Scilla messeniaca - Scilla mischtschenkoana - Scilla monanthos - Scilla monophyllos - Scilla morrisii - Scilla nana - Scilla odorata - Scilla oubangluensis - Scilla paui - Scilla peruviana - Scilla petersii - Scilla platyphylla | - Scilla ramburei - Scilla reuteri - Scilla rosenii - Scilla sardensis - Scilla schweinfurthii - Scilla seisumsiana - Scilla siberica - Scilla simiarum - Scilla sodalicia - Scilla tayloriana - Scilla textilis - Scilla uyuiensis - Scilla verdickii - Scilla verna - Scilla villosa - Scilla vindobonensis - Scilla voethorum - Scilla welwitschii - Scilla werneri |

## Utilizări
Cele mai multe specii sunt cultivate în grădini, pentru florile lor decorative. O altă utilizare este în farmacie, un preparat sub formă de praf din bulbi dizolvat în etanol este un expectorant utilizat în combaterea tusei. De asemeni, praful provenit din bulbi este utilizat și în compoziția siropului de tuse.